# Mikołaj (Condrea)
Mikołaj, imię świeckie Corin Condrea (ur. 15 kwietnia 1967 w Konstancy) – duchowny Rumuńskiego Kościoła Prawosławnego, od 2002 arcybiskup Stanów Zjednoczonych, od 2016 r. metropolita Obu Ameryk.

## Życiorys
Święcenia diakonatu przyjął 9 marca 1997, a prezbiteratu 27 kwietnia. Chirotonię biskupią otrzymał 12 lipca 2002. W czerwcu 2016 r. był członkiem delegacji Patriarchatu Rumuńskiego na Święty i Wielki Sobór Kościoła Prawosławnego. W październiku tegoż roku, w związku z utworzeniem metropolii Obu Ameryk, hierarcha otrzymał godność metropolity.